# باول براون (سياسي)
باول براون (بالإنجليزية: Paul Brown)‏ هو محامي وسياسي أمريكي، ولد في 31 مارس 1880 في هارتويل في الولايات المتحدة، وتوفي في 24 سبتمبر 1961 في إلبيرتون في الولايات المتحدة. حزبياً، نشط في الحزب الديمقراطي.

## مناصب
- انتخب مندوب [الإنجليزية]‏ ( – 1932).
- انتخب مدعٍ عام لمقاطعة [الإنجليزية]‏ (1928 – 1933).
- انتخب عمدة (1908 – 1914).
- انتخب عضو مجلس نواب جورجيا (1907 – 1908).
- انتخب عضو مجلس النواب الأمريكي (5 يوليو 1933 – 3 يناير 1961).